# HD 56176
HD 56176 — двойная или кратная звезда, жёлтый субгигант, находящаяся в созвездии Близнецы на расстоянии приблизительно 210,44 св. лет от Земли. По состоянию на 2007 год, радиус звезды оценивается в 4,9 солнечного радиуса. Исходя из отрицательной радиальной скорости, звезда приближается к Солнцу. Планет у HD 56176 обнаружено не было. Звезда видима невооружённым глазом на ночном небе.